# 贾尔贾普佩塔
贾尔贾普佩塔（Jarjapupeta），是印度安得拉邦Vizianagaram县的一个城镇。总人口5534（2001年）。

## 人口
该地2001年总人口5534人，其中男性2816人，女性2718人；0—6岁人口592人，其中男310人，女282人；识字率56.60%，其中男性为66.69%，女性为46.14%。